# Cebu Pacific Air
Cebu Pacific Air es una aerolínea de bajo coste con sede en Pásay, Manila, Filipinas. Es la mayor aerolínea del país en cuanto a flota y destinos. Su base principal es el Aeropuerto Internacional Ninoy Aquino, Manila, con hubs en el Aeropuerto Internacional de Mactán-Cebú, Kalibo, Iloilo y Clark. Desde el 10 de abril de 2014 Cebu Pacific Air ya puede operar dentro de la Unión Europea (fecha en la que se levantó la prohibición impuesta desde abril de 2010 a Filipinas).

## Flota

### Flota Actual
La flota de Cebu Pacific Air está compuesta de las siguientes aeronaves, con una edad media de 5,7 años (a septiembre de 2024):

## Incidentes y accidentes
- Vuelo 387 de Cebu Pacific: 2 de febrero de 1998, 104 muertos.